# Stara Sušica
Stara Sušica falu Horvátországban, a Tengermellék-Hegyvidék megyében. Közigazgatásilag Ravna Gorához tartozik.

## Fekvése
Fiumétól 44 km-re, községközpontjától 5 km-re keletre, a horvát Hegyvidék középső részén, az A6-os autópálya mellett fekszik.

## Története
Sušica történetéről csak nagyon kevés forrással rendelkezünk. A település vagy annak nagyobb része egykor nemesi birtok volt. A mai Frangepán kastély helyén a török korban kisebb erősség állt. A sorozatos török betörések miatt a lakosság a Kulpán túlra, a mai Szlovénia területére menekült. 1568-ban a település templomát felgyújtotta a török, a várat azonban nem tudta elfoglalni. A veszély elmúltával a 17. században a lakosság lassan visszaköltözött. A 19. században a patak mellé üveggyár épült, feljebb a mai híd magasságában pedig fűrészmalom működött. Az iskola épülete 1884-ben épült. Lakói többnyire nem földművesek, hanem iparosok, asztalosok, bognárok, üveggyári és fűrésztelepi munkások voltak.
A településnek 1857-ben 487, 1910-ben 458 lakosa volt. A falu a trianoni békeszerződésig Modrus-Fiume vármegye Vrbovskoi járásához tartozott. A kastély a 19. század végén és a 20. század elején kapta mai formáját. A falunak 2011-ben 264 lakosa volt.

## Lakosság

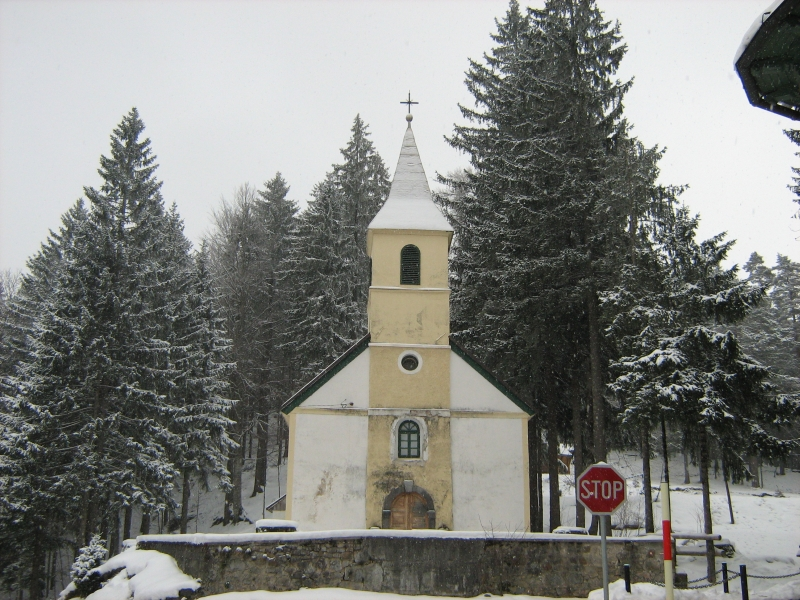
A Páduai Szent Antal templom

| Lakosság változása | Lakosság változása | Lakosság változása | Lakosság változása | Lakosság változása | Lakosság változása | Lakosság változása | Lakosság változása | Lakosság változása | Lakosság változása | Lakosság változása | Lakosság változása | Lakosság változása | Lakosság változása | Lakosság változása | Lakosság változása |
| ------------------ | ------------------ | ------------------ | ------------------ | ------------------ | ------------------ | ------------------ | ------------------ | ------------------ | ------------------ | ------------------ | ------------------ | ------------------ | ------------------ | ------------------ | ------------------ |
| 1857               | 1869               | 1880               | 1890               | 1900               | 1910               | 1921               | 1931               | 1948               | 1953               | 1961               | 1971               | 1981               | 1991               | 2001               | 2011               |
| 487                | 520                | 467                | 432                | 493                | 458                | 488                | 434                | 445                | 434                | 418                | 375                | 345                | 351                | 292                | 264                |

## Nevezetességei
- A Frangepán kastély helyén néhány forrás szerint vár volt. A 19. században Laval Nugent gróf vásárolta meg. 1890-ben Felix és Josip Neuberger fiumei kereskedők tulajdona lett, akik romantikus stílusban építették át. Ma gyermeküdülő működik benne.[5]
- Páduai Szent Antal tiszteletére szentelt kápolnáját 1874-ben építették. Egyhajós épület sokszög záródású szentéllyel. Harangtornya a bejárati homlokzat felett magasodik.[6]